# كانيوشي كواتا
كانيوشي كواتا (باليابانية: 桑田兼吉) هو Q46961 ياباني، ولد في 23 سبتمبر 1939 في أوساكا في اليابان، وتوفي في 5 أبريل 2007.